# Santa Maria de Miralles
Santa Maria de Miralles est une commune de la province de Barcelone, en Catalogne, en Espagne, de la comarque d'Anoia.